# Rataje Słupskie
Rataje Słupskie est une localité polonaise de la gmina de Pacanów, située dans le powiat de Busko en voïvodie de Sainte-Croix.